# Bitovnja
Bitovnja är en bergskedja i Bosnien och Hercegovina.   Den ligger i entiteten Federationen Bosnien och Hercegovina, i den centrala delen av landet, 30 kilometer väster om huvudstaden Sarajevo.
Bitovnja sträcker sig 10,7 kilometer i öst-västlig riktning. Den högsta toppen är Lisin, 1 742 meter över havet.
Topografiskt ingår följande toppar i Bitovnja:
- Čador
- Cmiljeva Kosa
- Debela Kosa
- Debelo Brdo
- Jarčina Kosa
- Jasenska Kosa
- Ječmeno Brdo
- Krivići
- Lisin
- Malo Brdo
- Malo Šljeme
- Martinov Grob
- Oblo Brdo
- Oglavak
- Opasenik
- Prelovo
- Prevlaka
- Ravnice
- Repovačka Kosa
- Rudinska Kosa
- Samar
- Ščavnje Luke
- Šišin Krčevina
- Šljemena
- Stražbenica
- Tošin Rat
- Utori
- Veliko Šljeme
- Vrtače

I omgivningarna runt Bitovnja växer i huvudsak lövfällande lövskog. Runt Bitovnja är det ganska tätbefolkat, med 93 invånare per kvadratkilometer.